# キム・ナンプン
キム・ナンプン（1974年11月14日 - ）は、韓国のプロレスラー、UFC・PRIDEなどの総合格闘技解説者、ラジオDJ、作家。本名はキム・ナムフン（金楠勲、김남훈）。身長182cm、体重125kg。

## 来歴

### プロレスラーとして
幼少時にハルク・ホーガンとマッチョマン・ランディ・サベージの試合をテレビで見て、プロレスラーになる夢を抱く。IT企業の社員時代に大韓プロレス協会のオーディションを受けるが、2回不合格。3度目の挑戦で入門を果たし、サラリーマン生活を続けながら夜間と週末に道場でトレーニングを積む。
2001年、AWFプロレス・果川(クァチョン)大会でデビュー。以後、ソウル市にあったクラブ・ファイティングを経て、イ・ワンピョ率いるWWAに移籍。韓国唯一のヒールレスラーとして、かつ独特のマイクアピールでマスコミの話題となる。
2005年、リングから落ちた際に首を強打し、下半身マヒの障害を負ったことがある。しかしリハビリを重ねて半年後に奇跡的に回復し、後にプロレスにもカムバック。現在でもロープの反動にはトラウマがあるという。
2009年、WWAに参戦中だったTAJIRI（当時ハッスル所属）の目に止まり、2010年5月のSMASH・新宿FACE大会でプロレスラーとして初来日。「いま何分？ キム・ナンプン！」という観客との掛け合いとユーモラスなマイクアピールでブレイクする。
その後もSMASHに連続参戦する一方、同年10月28日にはWWAの蔚山(ウルサン)大会で男色ディーノを破り、DDT EXTREME級選手権を奪取。しかし翌年1月3日、ユニオンプロレス・後楽園大会にて行われたキャプテンフォール6人タッグマッチで木高イサミに敗れ、ベルトを明け渡す。

### その他の活動
母国韓国ではプロレスラーとしてよりもIT専門家・作家・ラジオDJのほうで名が知られており、2007年からはUFC解説者としても活躍中。

#### 著述業
主な著作に、『猟奇日本語』『PDA捕獲法』『着信音なしで何が分かる』『力道山が来た』『プロレスの真あるいは偽』『メロドラマファイター』『青春マニュアル製作所』など。最新の著書『青春マニュアル製作所』が韓国で話題となり、現在も増版中。単行本以外にも毎月10本以上の連載コラムをウェブ上・月刊誌に寄稿している。
また、日本の月刊アスキーにも約3年間コラムを連載したことがある。

#### UFC解説者
UFC解説者として活躍中だが、同番組の解説者オーディションに数回落ちた過去を持つ。不合格後に「このままでは無理」と考え、独自のアプローチ方法を編み出すことを決心。総合格闘技の面白さを体現した動画30本以上をウェブ上にアップし、名前を売る作戦に出る。
ほどなくして動画はファンの話題となり、放送関係者にもその名が知れ渡ってから再度オーディションを受け採用された。

#### 経営者
ソウル市内でロールケーキカフェ「スイートロール」を共同経営し、一時は15店舗までフランチャイズを拡張したことがある（現在は8店舗）。

## 人物

### 素顔
リング上で見られるコミカルかつラフなスタイルとは対照的に、リング外では温厚で優しい紳士。その落差で関係者やファンを驚かせることもあり、そのようなパーソナリティゆえ、ファンはもちろん日本人選手・団体フロントとの交流も盛んに行っている。

### 趣味
鈴鹿8時間耐久レースを見るためだけに単身日本に行くほどのバイクマニア。ホンダCBR400の整備マニュアル、300ページ分の翻訳を手がけたこともある。現在の愛車はBMW1200LT。

### 日本語
そのマイクアピールで流暢さを見せ付けた日本語だが、実は独学。過去に日本語能力検定試験1級に合格した実力を持つ。
EXTREME 級王者時代、「タイトルマッチのルールはその時点の王者が決める」という特権を利用し、「日本語能力試験マッチ」を提案したことがある。「文法、聞き取り、読解、作文、漢字などの試験問題をリングの上で5時間かけて解き、その結果で勝敗を決める」というルールであったが、高木三四郎社長にあっさり却下された。

### ツイッター
韓国ツイッター連合会の調査によると、「韓国内ツイッター利用者影響力ランキング」で10位を獲得、スポーツ分野では1位となった。

## タイトル歴
DDTプロレスリング
- DDT EXTREME級王座 : 1回（第14代）

プロレスリングフィット
- PWF LOTC王座 : 1回（第8代）[3]